# Hellbound (série télévisée)
Pour les articles homonymes, voir Hellbound.
Hellbound ou Prophéties infernales au Québec (hangeul : 지옥 ; RR : Jiok ; litt. « L'enfer ») est une série télévisée dramatique et horrifique sud-coréenne en 6 épisodes, créée par Yeon Sang-ho et diffusée depuis le 19 novembre 2021 sur la plateforme Netflix.
Il s'agit de l'adaptation du webtoon homonyme, réalisée  par Yeon Sang-ho,,.
Le premier épisode de la série est présenté, le 9 septembre 2021 au Festival international du film de Toronto dans la section « Primetime », et est la première série à y être sélectionné,.

## Synopsis
Un phénomène surnaturel a lieu : des créatures surgissent pour tuer certains humains, ce qui est interprété comme étant une manifestation de Dieu qui les punirait en les envoyant en enfer.
Les trois premiers épisodes se concentrent sur Jin Kyeong-hoon, un policier enquêtant sur les évènements, et Jeong Jin-soo, le président de Nouvelle Vérité. Les trois derniers épisodes prennent place cinq ans plus tard et se concentrent sur Bae Young-jae, un producteur, dont le bébé a reçu une prophétie de damnation.

## Distribution
Sauf indication contraire ou complémentaire, les informations mentionnées dans cette section peuvent être confirmées par la base de données Hancinema

### Acteurs principaux
- Yoo Ah-in (VF : Adrien Larmande) : Jeong Jin-soo, le président de la secte Nouvelle Vérité
  - Park Sang-hoon : Jeong Jin-soo, jeune
- Park Jung-min (VF : Vincent Bonnasseau) : Bae Yeong-jae, un producteur de télévision
- Kim Hyun-joo (VF : Stéphanie Hédin) : Min Hye-jin, une avocate
- Won Jin-ah (VF : Barbara Beretta) : Song So-hyeon, la femme de Bae Yeong-jae
- Yang Ik-joon (VF : Guillaume Lebon) : Jin Kyeong-hoon, un policier

### Acteurs récurrentes
- Lee Dong-yong (VF : Michaël Aragones) : Capitaine
- Kim Do-yoon (VF : Antoine Schoumsky) : Lee Dong-wook, un membre d'Arrowhead
- Lee Dong-hee (VF : Philippe Beautier) : Kim Jeong-chil
- Park Jeong-pyo (VF : Thibaut Lacour) : Hong Eun-pyo
- Im Hyeong-gook (VF : Nicolas Justamon) : Gong Hyeong-joon
- Nam Jin-bok (VF : Antoine David-Calvet) : membre du comité
- Ryu Kyung-soo (VF : Eilias Changuel) : le prêtre Yoo-ji
- Cha Si-won (VF : Loïc Houdré) : le prêtre Sa-cheong
- Lee Re : Jin Hee-jeong
- Moon So-ri (VF : Myrtille Bakouche) : la secrétaire principale Lee Sugyeong (saison 2)

### Invités
- Kim Shin-rok (VF : Flora Brunier) : Park Jeong-ja (épisode 1)
- Yoon Don-Sun (VF : Fabrice Lelyon) : Kim Gwang-jin (épisode 1)
- Lee Un-jung (VF : Anouck Hautbois) : la présentatrice télé (épisode 3)
- Han Woo-Yeol (VF : Michel Buquet) : Kang Jun-won (épisode 4)
- Seo Young-sam (VF : Philippe Siboulet) : le directeur de NTBC (épisode 4)
- Jang Moon-Gyu (VF : Jérémy Bardeau) : Kim Yeong-seok (épisode 5)

## Production

### Développement et distribution des rôles
En avril 2020, Netflix confirme la série adaptée du webtoon Hellbound de l'auteur Yeon Sang-ho.
Fin juillet, Yoo Ah-in, Park Jung-min, Kim Hyun-joo, Won Jin-ah, Yang Ik-jun, Kim Shin-rok, Ryu Kyung-soo et Lee Re sont confirmés à interpréter leur rôle,,.
Le tournage a lieu à Iksan, en Jeolla du Nord, entre le 23 septembre 2020 et le 18 janvier 2021, ainsi qu' à Séoul et à Daejeon, où se trouve le studio Cube. Quant aux vieux bâtiments du gouvernement provincial de Chungnam dans le quartier de Sunhwa-dong dans le Jung-gu à Séoul et le village missionnaire presbytérienne de l'université Hannam dans le Daedeok-gu à Daejeon, ils ont été filmés à l'extérieur.
Le 24 septembre 2022, Netflix a confirmé une deuxième saison.

### Fiche technique
Sauf indication contraire, les informations mentionnées dans cette section peuvent être confirmées par la base de données cinématographiques IMDb,  présente dans la section « Liens externes ».
- Titre original : 지옥 (Jiok)
- Titre international : Hellbound
- Titre québécois : Prophéties infernales
- Création et réalisation : Yeon Sang-ho
- Scénario : Choi Kyu-sok et Yeon Sang-ho
- Musique : Kim Dong-wook
- Décors : Jae-Sung Lee
- Photographie : Byun Bong-sun
- Montage : Han Mee-yeon et Yang Jin-mo
- Production : Kim Yeon-ho
- Production déléguée : Byun Seung-min
- Sociétés de production : Climax Studio[1]
- Sociétés de distribution : Netflix
- Pays d’origine :  Corée du Sud
- Langue originale : coréen
- Format : couleur - HD 1080i - Dolby Digital
- Genres : drame, horreur, fantastique, thriller
- Saison : 1
- Épisodes : 6
- Durée : 42-60 minutes
- Dates de diffusion :
  - Canada : 9 septembre 2021 (avant-première au Festival international du film de Toronto)[5]
  - Monde : 19 novembre 2021 sur Netflix

## Épisodes

### Première saison (2021)
La première saison est constituée de 6 épisodes dépourvus de titres.

### Deuxième saison (2024)
La deuxième saison est prévue pour 2024 .
La deuxième saison est diffusée à partir du 25 octobre 2024 sur Netflix .

## Accueil
Le premier épisode de la série est présenté, en avant-première, le 9 septembre 2021, au Festival international du film de Toronto dans la section « Primetime ». Il est également projeté, le 7 octobre 2021, au Festival international du film de Busan dans la section nouvellement créée « On Screen ».
Elle est diffusée mondialement le 19 novembre 2021 sur la plateforme Netflix.